# 프리디비
프리디비(freedb)는 CD 트랙 목록에 대한 온라인 데이터베이스이다. 모든 콘텐츠는 GNU 일반 공중 사용 허가서 라이선스 적용을 받는다. 프리디비는, 예전에는 아니었다가 지금은 독자 라이선스를 갖게 된 CDDB (콤팩트 디스크 데이터베이스)에 기반을 두고 있다. 2006년 4월 24일 현재, 프리디비는 200만 개에 약간 못 미치는 개수의 CD 데이터베이스를 갖고 있다.
인터넷으로부터 CD 정보를 가져오려면, 클라이언트 프로그램은 고유의 디스크 ID를 만든 다음 데이터베이스에 질의를 하여야 한다. 데이터베이스에 그 디스크에 대한 정보가 존재한다면, 클라이언트 프로그램은 가수, 앨범 제목, 노래 제목과 몇 가지 부가 정보를 얻어갈 수 있다.

## 역사

### 흡수 합병
2006년 7월 1일, 프리디비 개발자 중 두 사람이 사임하였다.. 프로젝트의 미래에 대한 의문이 제기되는 가운데, 2006년 7월 7일, 프리디비는 새로운 호스팅 사이트를 찾아갈 것이며 정상 동작을 계속할 것이라는 발표가 있었다.
2006년 10월 4일, 프리디비의 소유자 마이클 카이저(Michael Kaiser)는 Magix 가 프리디비를 흡수합병한다고 발표하였다.
2007년 6월 25일 MusicBrainz — 같은 목적의 또 다른 프로젝트 — 가 공식적으로 프리디비 게이트웨이를 열어주었다. 사용자들은 프리디비 뿐만 아니라 MusicBrainz를 통해서도 데이터베이스 질의를 할 수 있게 되었다.

### 프로젝트의 출범
CDDB 사이트에서 구동되고 있던 초기 소프트웨어는 GNU GPL 라이선스 하에 공개되어 있었다. 많은 사람들이 CD 정보를 그 사이트에 올렸고, 그 서비스가 계속 공짜 서비스로 남기를 기대하고 있었다. 그 라이선스가 나중에 바뀌었다. 일부 프로그래머들은 새로운 라이선스의 일부 조항이 받아들일 수 없는 것이라 생각하였다. 만약 누군가가 CDDB에 접근하려고 한다면, 다른 CDDB와 비슷한 데이터베이스 – freedb 같은 것들 –에는 접근하지 못하게 강제하는 조항이 있었다. 또 한 가지, CDDB에 CD 정보를 조회하는 모든 프로그램은 조회를 수행하는 동안에 반드시 CDDB 로고를 강제로 보여 주도록 구성되었다.
2001년 3월, CDDB는 그레이스노트의 소유가 되었다. 라이선스가 없는 모든 프로그램들은 이제 CDDB에 접근할 수 없게 되었다. CDDB1 (CDDB의 최초 버전)에 대한 비교적 새로운 라이선스도 파기되었다. 그레이스노트가 프로그래머들로 하여금 CDDB2 (CDDB1과 호환되지 않는다. 따라서 당연히 freedb와도 호환되지 않는다.)를 강제적으로 쓰게 만들기 위한 조치였다.
이 라이선스가 변경되었기 때문에 프리디비 프로젝트가 출범하였다. 프리디비 창립자들은 프리디비를 계속 무료(free) 디비로 남게 하려는 의도로 기획하였다.

### 최근
프리디비는 여러 미디어 플레이어, 카탈로거, 오디오 태거, CD 리퍼 소프트웨어가 사용하고 있다. 프리디비 프로토콜 버전 6가 나와 있는데, 이 프로토콜은 UTF-8 데이터도 받아들이며, 데이터도 UTF-8로 반환해 준다.

## 같이 보기
- 온라인 음악 데이터베이스 목록